# نادي إيتابيرونا
نادي إيتابيرونا الرياضي (بالبرتغالية: Itaperuna Esporte Clube‏) هو فريق كرة قدم برازيلي من إيتابيرونا ‏  في ريو دي جانيرو، تأسّس في 21 يوليو 1989.